# 拉奥尔涅
拉奥尔涅（法語：La Horgne，法語發音：[la ɔʁɲ]）是法国大東部大區阿登省的一个市镇，属于沙勒维尔-梅济耶尔区。

## 地理
拉奥尔涅（49°37'37"N, 4°40'13"E）面积5.27 平方千米，位于法国大東部大區阿登省，该省份为法国北部内陆省份，西接埃纳省，南至马恩省，东临默兹省，北与比利时接壤。
与拉奥尔涅接壤的市镇（或旧市镇、城区）包括：巴隆、普瓦-泰龙、桑格利。

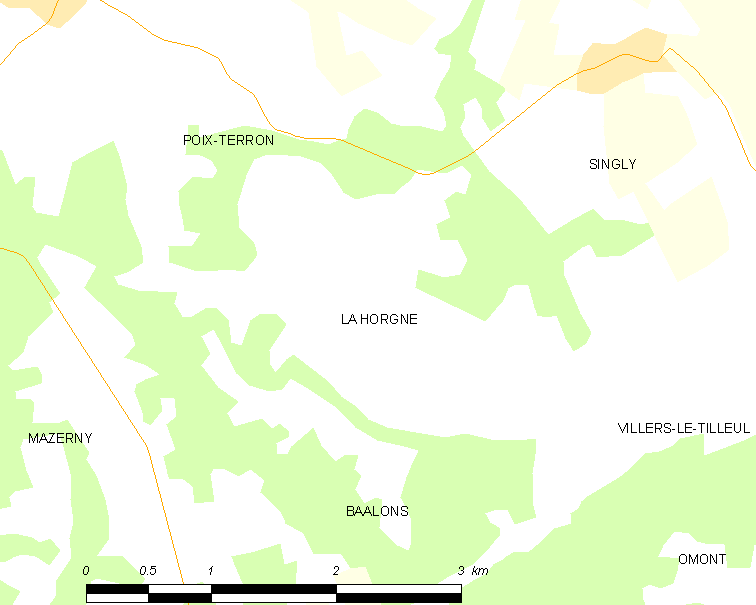
拉奥尔涅的OSM定位图

拉奥尔涅的时区为UTC+01:00、UTC+02:00（夏令时）。

## 行政
拉奥尔涅的邮政编码为08430，INSEE市镇编码为08228。

## 政治
拉奥尔涅所属的省级选区为默兹河畔努维永县。

## 人口

1962-2008年间拉奥尔涅人口变化图示

拉奥尔涅于2022年1月1日时的人口数量为152人。